# Société internationale d'histoire de l'affaire Dreyfus
La Société internationale d'histoire de l'affaire Dreyfus (SIHAD) est un groupe de recherches sur l’Affaire Dreyfus et un lieu de centralisation des informations sur la question.

## Création et objectifs
L'association a été créée fin 1994, à l’initiative de Catherine Coquio, Éric Cahm, Michel Drouin, Marc Knobel, Jean-Yves Mollier et Philippe Oriol.

 
Aux termes de l’article 2 de ses statuts, elle se définit comme étant « à vocation scientifique » et se veut « animée par un esprit de vigilance à l’égard de la vérité historique » : 
« Elle a pour objet de centraliser et de diffuser toutes les informations disponibles sur les progrès, auxquels elle contribuera, des recherches et connaissances relatives, dans tous les domaines qui s'y rapportent et en France comme à l’étranger, à l’Affaire Dreyfus, à ses représentations et à ses prolongements, par la publication de travaux scientifiques et d’un bulletin d'information. Elle se propose d’autre part de favoriser les collaborations et les rencontres, et d’organiser des séminaires et des colloques. Elle met à la disposition des enseignants et de tous ceux qui le désirent une aide pédagogique. »

## Activités et publications
Après avoir, de 1995 à 1998, publié un Bulletin, elle a inauguré en 2003 la publication des Cahiers de l'affaire Dreyfus,. Elle a d'autre part organisé à la fin des années 1990 un séminaire au Centre Mahler et participé aux principales manifestations des différentes commémorations de 1998 à 2008, dont le colloque organisé en 2006 pour le centenaire de la réhabilitation avec la Cour de cassation, l’Ordre des avocats au Conseil d'État et à la Cour de cassation et l’Ordre des avocats au barreau de Paris.
En 2012, elle relance ses publications à travers la reprise de ses Cahiers et la création d'un blog.
Dans le cadre de la mission qu'elle s'est fixée de « vigilance à l'égard de la vérité historique », elle a ainsi systématiquement réagi, soit par voie de presse soit dans le cadre de ses publications, au sujet de différents ouvrages formulant, contre la vérité historique, de nouvelles hypothèses liées à l'affaire Dreyfus.